# 민세중학교
민세중학교(民世中學校)는 대한민국 경기도 평택시 고덕동에 있는 공립 중학교이다.

## 학교 연혁
- 2019년 12월 28일 : 설립인가
- 2023년 3월 1일 : 제1대 교장 김용철 취임
- 2023년 3월 2일 : 제1회 입학생 335명, 2학년 90명, 3학년 51명

## 참고 자료
- 민세중학교 - 한국교육학술정보원 학교알리미